# Francisco Gamboa
Francisco Gamboa Gómez (Guadalajara, 20 luglio 1985) è un ex calciatore messicano, di ruolo difensore.

## Caratteristiche tecniche
Giocava come difensore centrale.

## Carriera
Ha trascorso la quasi totalità della sua carriera nel Toluca, club dove ha militato ininterrottamente dal 2005 al 2017 prima di passare in prestito all'Atlanta.